# Pirituba
Pirituba es un distrito ubicado en la zona noroeste de la ciudad de Sao Paulo, Brasil. Administrativamente pertenece a la subprefectura homónima.
Su perfil socioeconómico está diversificado, albergando familias de todas las clases sociales. Sin embargo, según informaciones obtenidas por Globo (a través de CBN) y por la Revista Exame, Pirituba es un barrio formado mayoritariamente por familias de clase media y es un intermediario entre el centro y la periferia.

## Topónimo
El origen de su nombre es resultado de la yuxtaposición de las palabras tupí pi'ri ("caña") y tyba ("recolección"). Por tanto significa "recolección de juncos". En la región existía una laguna llamada Pirituba, resultante de uno de los brazos del río Tietê, que pasa cerca5

## Distritos limítrofes
- Jaraguá (norte)
- Brasilandia y Freguesia do Ó (este)
- Lapa (sur)
- São Domingos (oeste)